# 妙女神探
《妙女神探》（英語：Rizzoli & Isles）是特納電視網播出的一部警探題材的電視劇。改編自泰絲·格里森的醫學懸疑小說 Rizzoli & Isles 系列（台灣中文版由春天出版發行）。
這部電視劇於2010年7月12日首播，並於2016年9月5日劇終，共播出七季105集。該劇取得了頗高的收視率。

## 演員與角色
| 角色                                       | 季數     | 季數     | 季數     | 季數     | 季數     | 季數     | 季數     |
| 角色                                       | 1        | 2        | 3        | 4        | 5        | 6        | 7        |
| ------------------------------------------ | -------- | -------- | -------- | -------- | -------- | -------- | -------- |
| 珍·瑞卓利（Jane Rizzoli）                  | 主要角色 | 主要角色 | 主要角色 | 主要角色 | 主要角色 | 主要角色 | 主要角色 |
| 莫拉·艾爾斯（Dr. Maura Isles）             | 主要角色 | 主要角色 | 主要角色 | 主要角色 | 主要角色 | 主要角色 | 主要角色 |
| 安琪拉·瑞卓利（Angela Rizzoli）            | 主要角色 | 主要角色 | 主要角色 | 主要角色 | 主要角色 | 主要角色 | 主要角色 |
| 文斯·科爾薩克（Vince Korsak）              | 主要角色 | 主要角色 | 主要角色 | 主要角色 | 主要角色 | 主要角色 | 主要角色 |
| 巴瑞·佛斯特（Barry Frost）                 | 主要角色 | 主要角色 | 主要角色 | 主要角色 |          |          |          |
| 法蘭克·瑞佐利·二世（Frankie Rizzoli, Jr.） | 主要角色 | 主要角色 | 主要角色 | 主要角色 | 主要角色 | 主要角色 | 主要角色 |
| 西恩·卡瓦諾（Sean Cavanaugh）              | 常設角色 | 常設角色 | 主要角色 | 主要角色 | 常設角色 |          |          |
| 妮娜·霍利迪 （Nina Holiday）               |          |          |          |          | 主要角色 | 主要角色 | 主要角色 |

### 主要角色
- 珍·瑞卓利（Jane Rizzoli）

安琪·哈蒙 飾演
波士頓警局重案組警探。來自一個意大利裔美國家庭，性格傲慢、愛挖苦人，常常脾氣暴躁，是一位自信獨立的女性和才華洋溢的警探。她是過度保護的熊媽媽安吉拉的女兒，也是瑞卓利家族裡最年長的孩子，1994年高中畢業，推測出生年應為1976年。她的個性十分好勝——尤其是跟弟弟小弗蘭基（也是一名警察）在一起時，弟弟深受影響，甚至因此投身警界。珍能像對付後衛球員一樣對付歹徒。除了她最好的朋友莫拉·艾爾斯之外，她很少對任何人放鬆警惕。她有點邋遢，她的公寓相當髒亂，在某集故事當中甚至拆封一盒買了五年沒動過的麥片。她在一集中提到她在大學時期打過曲棍球。她對狗過敏，但她最終還是收留了喬·星期五，一隻被科薩克救出的流浪狗。簡出生於波士頓郊區的藍領區里維爾，爲了贏得同事們的尊敬不斷努力奮鬥，但與母親的關係有時讓她很是頭疼。和外號"外科醫生"的連環殺手查爾斯·霍伊特的交手過程中令她留下了重大創傷，當時她試圖營救一個受害民眾，差點讓自己也成了受害者。霍伊特用手術刀刺傷她，把她釘在地上，使她的掌心有相匹配的疤痕，最後是舊搭檔文斯·科薩克救了她。儘管霍伊特被送進監獄，但她仍然不斷被他糾纏着。珍在第4季末得知自己懷了前男友凱西的孩子，後於第5季中段保護案件的關鍵證人時遭到襲擊，不幸失去了孩子。最後一季，珍前往維吉尼亞州FBI匡堤科學院擔任教官，並在大結局中與波士頓警方合作。
- 莫拉·艾爾斯（Dr. Maura Isles）

莎夏·亞歷山德 飾演
麻薩諸塞州聯邦首席法醫。她是在波士頓警局工作的法醫學專家，也是珍·瑞卓利最好的朋友。超絕的記憶力使她成為行走的百科全書，能夠滔滔不絕地講述許多知識，無論是否與案件有正相關。她有一隻名叫巴斯的寵物烏龜，以著名的法醫人類學家威廉·M·巴斯命名。與好友相反，莫拉不輕易發怒，氣質高雅、十分沉穩。她熱愛檢查屍體，但她也習慣性對活人進行醫學診斷。儘管莫拉與珍是最好的朋友，個性卻是完全相反。莫拉不善社交，常常陷入尷尬的狀況，並且因為她近乎殘酷的誠實和透露他人健康狀況的習慣而嚇跑眾多約會對象，但她在珍身邊十分自在。她可以分析X光片和血液生化檢查，可以切開肌肉和器官，但對解剖人類情感束手無策。莫拉也沒辦法說謊，如果她這麼做，就會長出蕁麻疹。她的衣著外表完美無缺，在警隊中卻被稱為「亡靈女王」；而珍為她特別設置的手機鈴聲恰如其分地播放了蕭邦的「葬禮進行曲」。她是一個富裕家庭的養女。後來某次調查她同父異母兄弟的死因時，發現自己的生父帕迪道爾是一位愛爾蘭裔犯罪頭目。另外她在某一集中得知，她的生父告訴她的生母，她在1976年8月7日出生那天去世，她隨後參觀了一個墓地，那裡有一塊墓碑寫著「寶寶莫拉·道爾」。在大結局中，莫拉休假前往巴黎創作她的小說。

- 安琪拉·瑞卓利（Angela Rizzoli）

洛琳·布萊克 飾演
珍、法蘭克和湯米的母親。個性固執強勢，且十分保護孩子。希望女兒可以更女性化一點，一直試圖為她安排約會。離婚後，有段時間在波士頓警局的咖啡廳工作，並與卡瓦諾警督約會。當她決定需要重新審視個人生活時，她辭掉了咖啡廳工作、與男友分手。目前在科薩克的酒吧"Dirty Robber"工作。
- 文斯·科薩克（Vince Korsak）

布魯斯·麥克吉爾 飾演
波士頓警局重案組警探(第1季) → 警司(第2季)。珍的前搭檔、好同事。多年的合作，使得兩人於公於私都保持良好關係，他幾乎把珍當作像女兒一樣關心、保護，從冷血兇犯手中救了她的命。他也是動物之友，爲了救活一隻動物，他會在接到通知後立即放下工作。他也喜歡上網觀看可愛狗狗影片。任職多年警探之後，終於在第2季晉升為警司，並於第5季參加了警督的考試。在準備退休時，他買下了大夥兒經常光顧的本地酒吧"Dirty Robber"，僱用安琪拉為員工。他是前美國海軍陸戰隊員，在越南戰爭期間服役。儘管朋友們會開玩笑說他年紀大了跟不上時代，但他非常聰明，觀察力也很強。他有一些愛好，包括彈吉他和航海，莫拉甚至請教過他關於水手結的專業知識。他曾經離過三次婚，於第6季與女友琪琪訂婚，並在第6季季末結婚。在大結局中，科薩克經歷32年的警察生涯後決定退休，利用累積的假期提前8周退休，以便配合珍和莫拉的新生活計劃。
- 巴瑞·佛斯特 （Barry Frost） (第1–4季主演)

李·湯普森·楊 飾演
波士頓警局重案組警探。珍的搭檔，精通電腦及高科技技術，然而相當害怕屍體，一看到血就會吐。第5季季初遭遇車禍不幸身亡(演員於2013年自殺)，季末團隊設立了巴瑞·佛斯特紀念獎學金，旨在幫助那些有學術天賦、未來想從事幫助他人的工作但又缺乏相當資源的學生。
- 法蘭克·瑞佐利·二世 （Frankie Rizzoli, Jr.）

喬丹·布里奇斯 飾演
波士頓警局警員(前3季) → 警探(第4季開始)。很崇拜珍，不惜違背母親的意願跑去當警察，但又希望可以擺脫姐姐的影子在警隊中闖出一片天。對珍十分保護，程度遠超出了珍的意願。第4季晉升為警探，並在第5季開始參加夜校的資訊工程課程以增進相關技能。第7季成為同事妮娜的男友，於季末求婚成功。
- 西恩·卡瓦諾 （Sean Cavanaugh） (第 3–4季主演；第 1–2, 5季為常設角色)

布萊恩·古德曼 飾演
波士頓警局重案組警督。和科薩克同為新人時遇到不肖份子縱火，妻兒因此不幸喪生。與安琪拉約會過一段時間，後分手。
- 妮娜·霍利迪 （Nina Holiday） (第5–7季主演)

伊達菈·維克多 飾演
波士頓警局犯罪現場分析師、電腦技術員。過去曾在芝加哥警局工作，後轉調至波士頓以增進自己的分析能力。第7季成為同事法蘭克的女友，於季末被求婚成功。

## 外部連結
- 官方网站
- 互联网电影数据库（IMDb）上《妙女神探》的资料（英文）

1. ↑  . Zap2it.   [August 5, 2014]. （原始内容存档于2015-05-11）.